# Daniel Gheorghe
Andrei-Daniel Gheorghe (n. 27 iulie 1985, Otopeni, București, România) este un istoric și deputat ales din partea PNL în județul Ilfov. Acesta este fiul primarului orașului Otopeni, Constantin Silviu Gheorghe.
În prima sa legislatură, a fost ales după ce a câștigat în fața principalei contracandidate, Gabriela Szabo, cu 50,1% (12.493 voturi), față de 30,5% (7.605 voturi), în colegiul uninominal nr. 4 din județul Ilfov. La alegerile din 2016, a fost reales după ce a candidat de pe prima poziție pe lista partidului său pentru Ilfov.
A avut acțiuni de genul „îngrădirii dreptului cetățenilor străini de a cumpăra terenuri agricole”, consideră că statul trebuie să decidă modul de folosire a proprietății (ex. terenurile agricole). A făcut, în spațiul public, declarații pro-ortodoxe și anti-casătoriei partenerilor de același sex.
Este des citat pe site-uri de propagandă rusă, Sputnik, Activenews, fiind prieten cu Bogdan Alexandru Duca, editorialist al site-ului finanțat de statul Rus, Sputnik, ce se remarcă prin declarații pro-Ruse, anti-NATO, anti-SUA, anti-Occident.